# Rijksweg 200
Der Rijksweg 200 beginnt als provinciale weg N200 in Amsterdam an der Ausfahrt des Amsterdamer Stadtrings A10 zur stadsroute s103. Die Straße verläuft auf gerader Strecke bis Halfweg in der Gemeinde Haarlemmerliede en Spaarnwoude. Ab dort führt die Verbindung als Autobahn A200 weiter und unterquert am Autobahnkreuz knooppunt Rottepolderplein den Rijksweg A9. Kurz vor Haarlem endet der Autobahnabschnitt und die Bezeichnung lautet ab hier abermals N200. Nachdem der Verkehrsweg das Zentrum Haarlems durchquert hat, verläuft er über Overveen und Bloemendaal aan Zee in der Gemeinde Bloemendaal nach Zandvoort.

## Geschichte

### Abschnitt Amsterdam–Haarlem

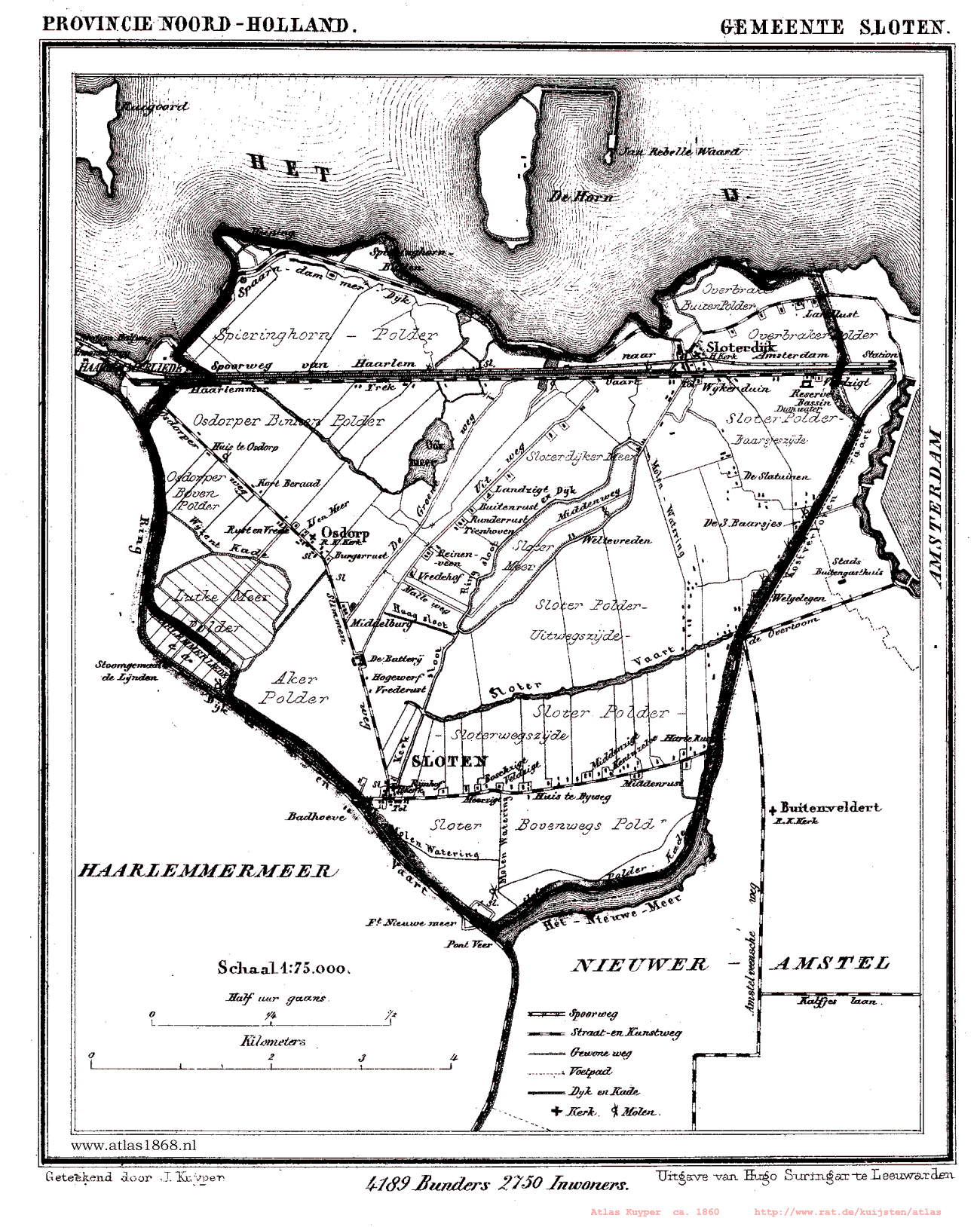
Der deutlich sichtbare Verlauf des westlichen Haarlemmerweg durch die ehemalige Gemeinde Sloten, Karte von 1868

Der östliche Teil des Rijksweg 200 erstreckt sich in nahezu gerader Linie zwischen dem Stadttor Haarlemmerpoort am westlichen Rand des Amsterdamer Grachtengürtels und dem Stadttor Amsterdamse Poort in Haarlem. Die Straße folgt hier dem zu einem großen Teil heute noch sichtbaren Kanal Haarlemmertrekvaart. Entlang dieses 1632 eröffneten Wasserweges befand sich ein Leinpfad, der 1762 gepflastert wurde und den historischen Vorgänger der Straßenverbindung Haarlemmerweg bildete. Westlich von Halfweg wird die Strecke meist als Amsterdamseweg und der Kanal als Amsterdamsevaart bezeichnet. Bis zur Trockenlegung des Haarlemmermeers im Jahr 1852 war der Weg über Halfweg neben dem weiter nördlich gelegenen Spaarndammerdijk die einzige Landverbindung zwischen Amsterdam und Haarlem.
Durch mehrmaligen Ausbau des Haarlemmerwegs gewann die Straße gegenüber der hier im 18. und 19. Jahrhundert dominierenden Schifffahrt immer mehr an Bedeutung. Nachdem man 1839 die parallel zum Weg verlaufende Bahnstrecke Amsterdam–Haarlem (später Teil der Bahnstrecke Amsterdam–Rotterdam) eröffnete, wurde der Schiffsverkehr auf dem Kanal zunehmend bedeutungslos und schließlich eingestellt. 1904 wurde die Straßenbahnlinie Amsterdam–Haarlem–Zandvoort eröffnet, die ebenfalls entlang des Haarlemmerwegs verlief.
Durch die Zunahme des Individualverkehrs seit den 1950er Jahren erfolgten weitere Ausbaumaßnahmen des heutigen Rijksweg 200. Bis 1962 wurden die Schienen der bereits fünf Jahre vorher eingestellten Straßenbahnlinie entfernt. Ab 1966 begann der streckenweise Ausbau mit zwei Richtungsfahrbahnen, im Jahr darauf errichtete man das Autobahnkreuz knooppunt Rottepolderplein, einer Verbindung zur Autobahn A9. Nachdem man die Amsterdamsevaart bis Halfweg trockengelegt hatte, folgten weitere mehrspurige Streckenabschnitte. Die ursprüngliche Bezeichnung Rijksweg A5/N5 wurde Anfang der 1990er Jahre in A200/N200 geändert. Obwohl es sich bei niederländischen Autobahnen mit drei Ziffern um provinziale wegen handelt, wird die A200 bis heute auf Reichsebene verwaltet. Die Bezeichnung A5 wurde für eine 2003 eröffnete Verbindung zwischen der A9 und der A4 neu vergeben.
Die A200/N200 zählt heute zu den am meisten genutzten Verbindungen zwischen Amsterdam und Haarlem. Während die Route unter der Woche von zahlreichen Berufspendlern genutzt wird, sorgen an warmen Wochenenden viele Besucher der Badeorte Bloemendaal und Zandvoort für regen Verkehr. Besonders an den nicht kreuzungsfreien Anschlüssen in Haarlem, Halfweg und Amsterdam bilden sich fast täglich kilometerlange Staus.

### Abschnitt Haarlem–Zandvoort
In Haarlem biegt die N200 vor dem Stadttor Amsterdamse Poort nach Norden ab, um nach wenigen hundert Metern in westlicher Richtung der Bahnstrecke Amsterdam–Rotterdam zu folgen. Die Strecke passiert den Bahnhof Haarlem, bevor sie nach Unterquerung der Bahnstrecke Haarlem–Uitgeest den Ort Overveen (Gemeinde Bloemendaal) durchquert. Im Stadtgebiet befindet sich die N200 unter der Verwaltung der Gemeinden Haarlem und Bloemendaal.
Die weitere Route nach Bloemendaal aan Zee wird auch Zeeweg genannt. Der Landschaftsarchitekt Leonard Anthony Springer plante die Straße, die am 25. Juni 1921 eröffnet wurde. Die ursprünglichen Pläne, hier ebenfalls eine Straßenbahn zu errichten, wurden nicht verwirklicht. Die letzten Kilometer bis Zandvoort werden auf einem Strandboulevard entlang der Nordseeküste zurückgelegt. Die N200 endet an einem Kreisverkehr auf Höhe der Rennstrecke Circuit Park Zandvoort.

## Bildergalerie

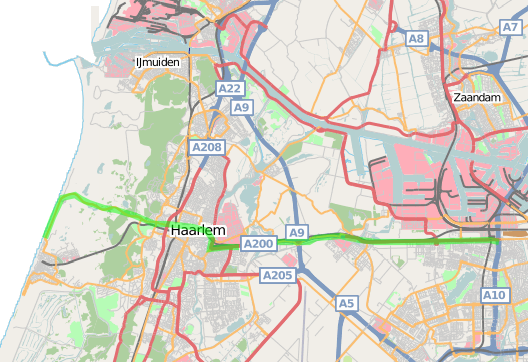
Detaillierter Verlauf der A200/N200
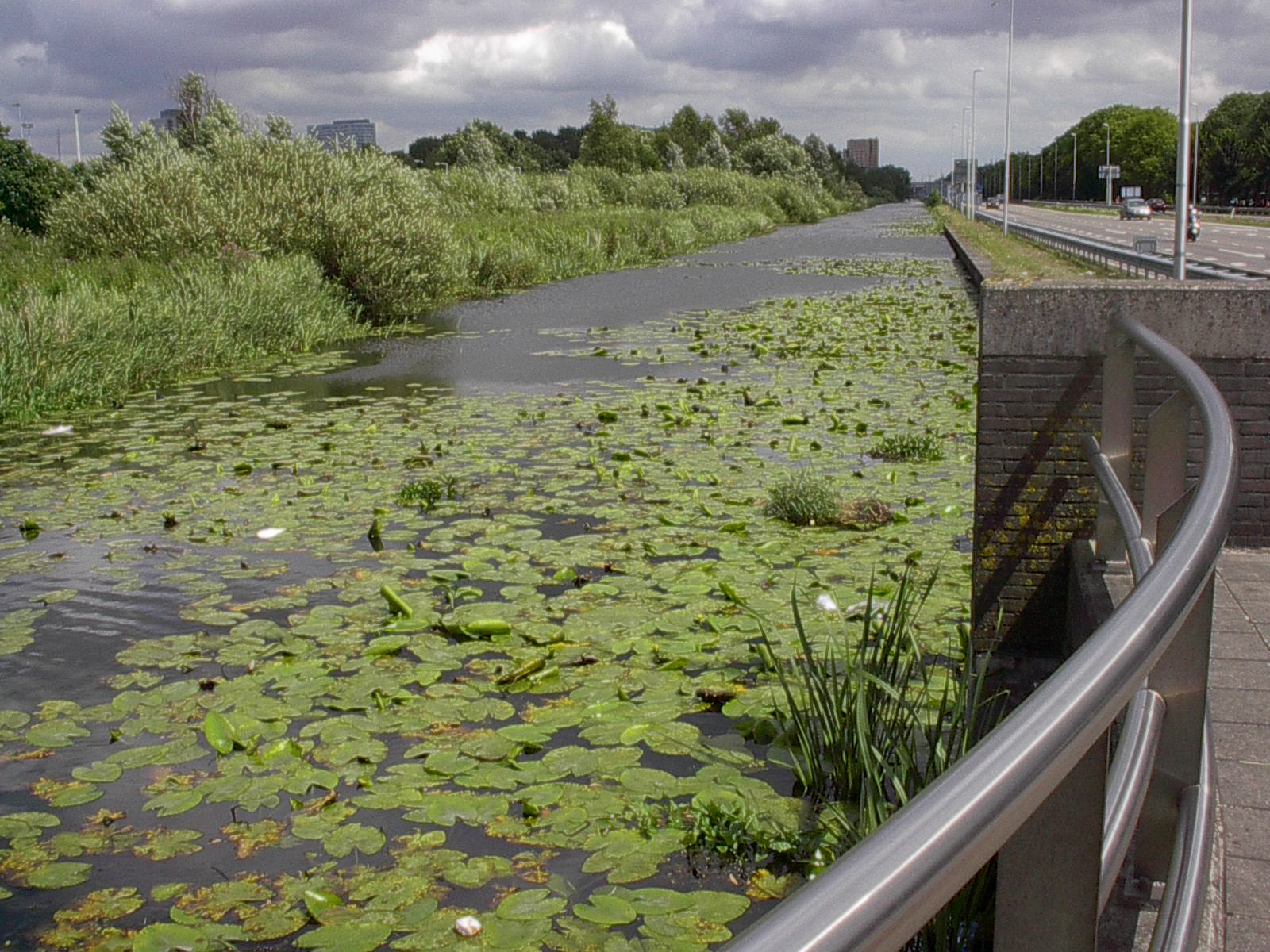
Reste der Haarlemmertrekvaart neben der N200, 2007
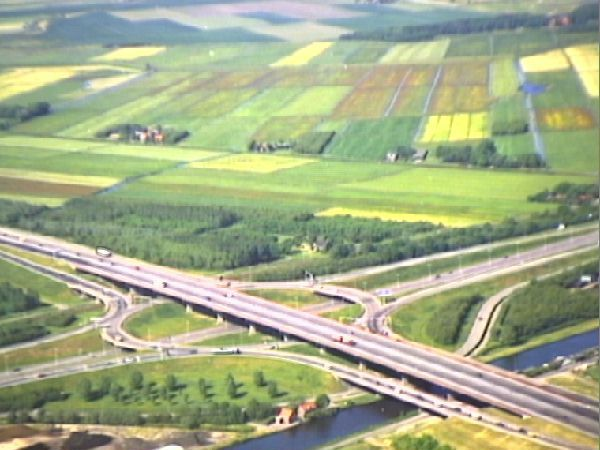
Autobahnkreuz knooppunt rottepolderplein, 1990
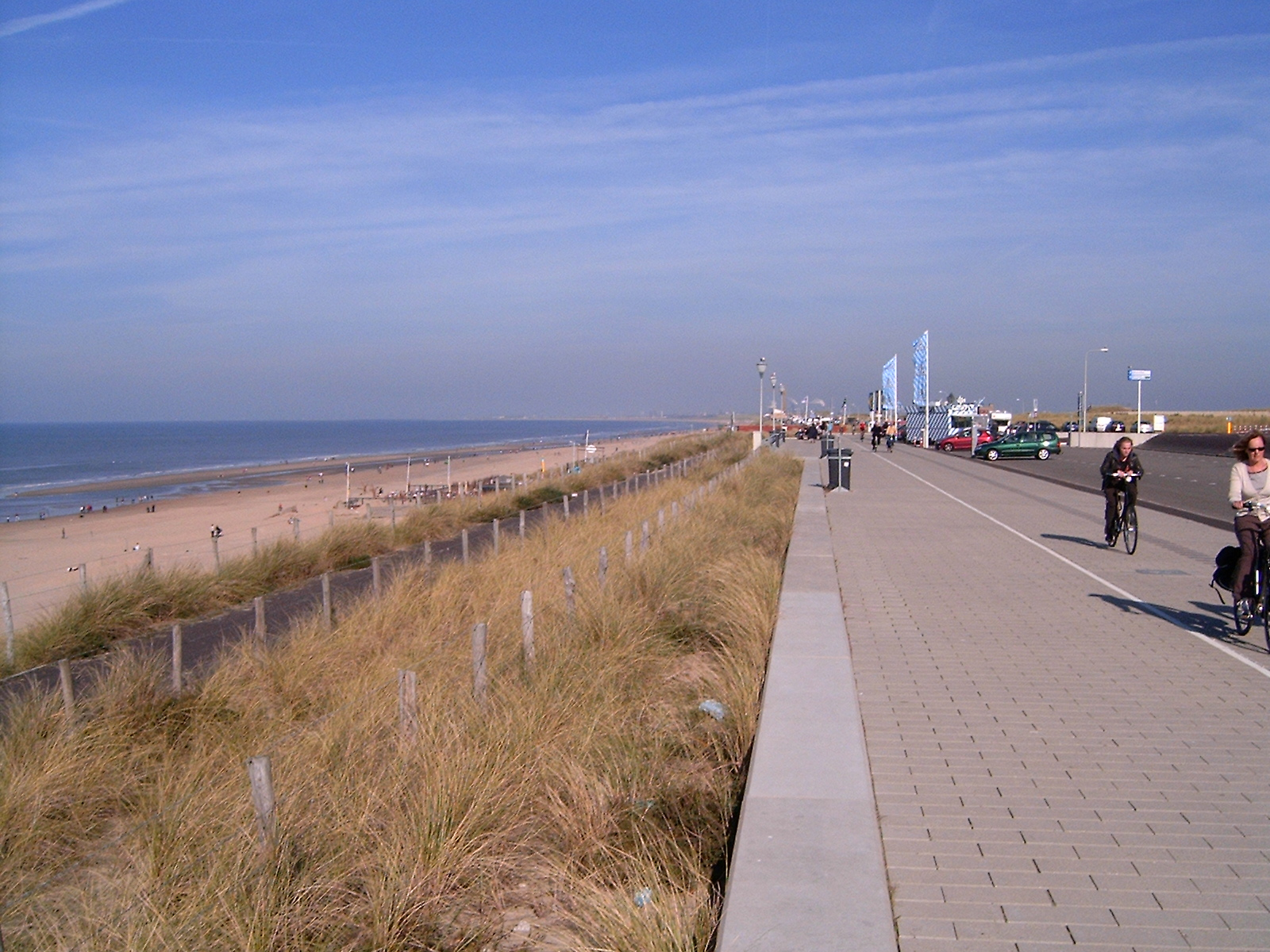
Der Strandboulevard zwischen Bloemendaal aan Zee und Zandvoort, 2007